# Wioletta Ryś
Wioletta Ryś (* 24. August 1992) ist eine polnische Naturbahnrodlerin. Sie ist dreifache Polnische Meisterin und startet seit 2010 im Weltcup.

## Karriere
Der erste größere Erfolg gelang Wioletta Ryś am 3. März 2009, als sie in ihrer Heimatstadt Szczyrk Polnische Meisterin wurde. Bereits im Vorjahr hatte sie bei den nationalen Meisterschaften den dritten Platz erreicht. In den Jahren 2010 und 2011 wurde sie erneut Polnische Meisterin. Nachdem sie bereits im Interkontinentalcup an Rennen teilgenommen hatte, bestritt Ryś im Januar 2010 ihre ersten Weltcuprennen. Mit Rang 17 in Umhausen und Platz 15 in Latsch ließ sie in beiden Rennen jeweils vier Konkurrentinnen hinter sich und belegte im Gesamtweltcup der Saison 2009/2010 den 19. Platz – punktegleich mit der Russin Regina Gilwanowa. Bei der Juniorenweltmeisterschaft 2010 in Deutschnofen fuhr Ryś unter 16 gestarteten Rodlerinnen auf Platz zehn.
In der Saison 2010/2011 bestritt Ryś drei Weltcuprennen. Nachdem sie in Gsies ohne Ergebnis geblieben und in Unterammergau nur als 15. und letzte ins Ziel gekommen war, erzielte sie in Olang den 12. Platz unter 15 Teilnehmerinnen, womit sie 17. im Gesamtweltcup wurde. Bei der Weltmeisterschaft 2011 in Umhausen – ihrem ersten Titelkampf in der Allgemeinen Klasse – belegte sie im Einsitzer als Drittletzte den 16. Platz und im Mannschaftswettbewerb zusammen mit Adam Jędrzejko, Andrzej Laszczak und Damian Waniczek als Vorletzte den achten Rang. Bei der Junioreneuropameisterschaft im selben Jahr erzielte sie mit Rang acht eine Platzierung im Mittelfeld, bei der Juniorenweltmeisterschaft 2012 wurde sie 15. unter 19 gewerteten Rodlerinnen. Im Weltcup fuhr sie in der Saison 2011/2012 einmal unter die besten 15, womit sie 22. im Gesamtklassement wurde.

## Sportliche Erfolge

### Weltmeisterschaften
- Umhausen 2011: 16. Einsitzer, 8. Mannschaft

### Juniorenweltmeisterschaften
- Deutschnofen 2010: 10. Einsitzer
- Latsch 2012: 15. Einsitzer

### Junioreneuropameisterschaften
- Laas 2011: 8. Einsitzer

### Weltcup
- Vier Top-15-Platzierungen in Weltcuprennen

### Polnische Meisterschaften
- Dreifache Polnische Meisterin im Einsitzer 2009, 2010 und 2011